# Charlotte Niese

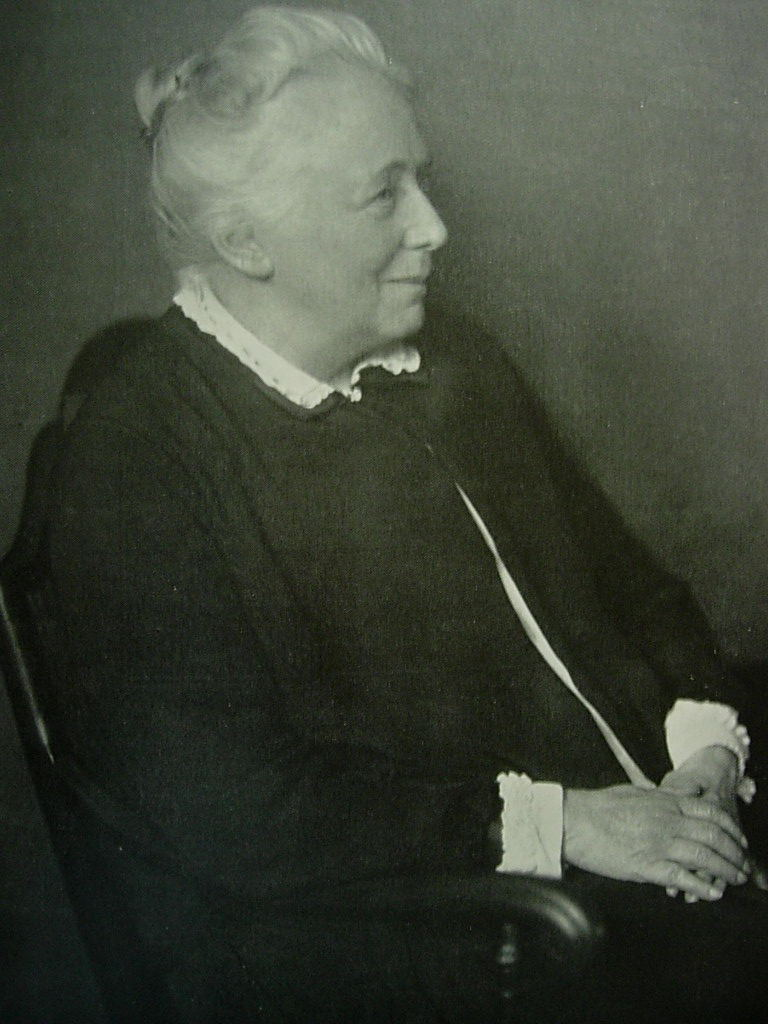
Charlotte Niese um 1920

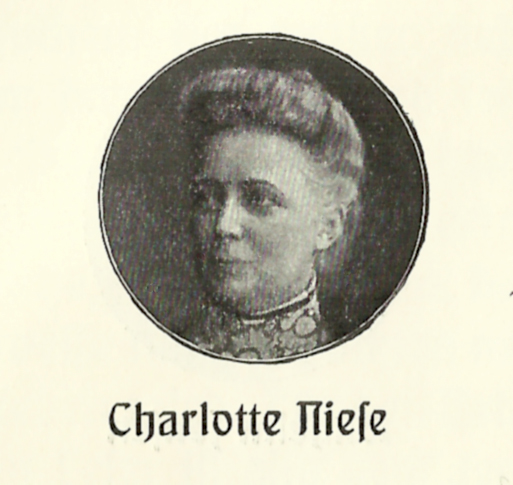
Charlotte Niese 1912

Charlotte Niese (* 7. Juni 1854 in Burg auf Fehmarn, Herzogtum Holstein; † 8. Dezember 1935 in Altona) war eine deutsche Schriftstellerin, Heimatdichterin und Lehrerin.

## Leben
Charlotte Niese wurde als Tochter des Altphilologen und Theologen Emil August Niese geboren. Ihre Mutter Benedicte Marie Niese war eine geborene Matthiessen. 1869 zog die Familie nach Altona. Charlotte bestand in Eckernförde die Prüfung zur Lehrerin an Höheren Töchterschulen und unterrichtete als Hauslehrerin in der seit 1866 preußischen Provinz Schleswig-Holstein, in der Rheinprovinz sowie als Internatserzieherin in Montreux. Danach zog sie 1881 zu ihrer inzwischen verwitweten Mutter und dem Großvater nach Plön und begann mit der Veröffentlichung eigener Prosatexte, anfangs noch unter dem männlichen Pseudonym Lucian Bürger. Zunächst unterrichtete sie auch noch in Ascheberg, bis sie von ihrer Arbeit als Autorin leben konnte.
1884 ließ sich Niese in der Großstadt Altona nieder, wo auch Verwandte wie ihr Onkel Heinrich Christoph Niese lebten. 1888 zog sie nach Ottensen, das 1889 Altonaer Stadtteil wurde. Als Lehrerin brauchte sie nicht mehr zu arbeiten, denn Charlotte Niese wurde eine der bekanntesten holsteinischen Heimatschriftstellerinnen.
Sie engagierte sich nicht nur in ihrem literarischen Gesamtwerk für die Verbesserung der Bildungs- und Berufschancen von Frauen, sondern stand zeitweise auch der Ortsgruppe des Verbandes Norddeutscher Frauenvereine in ihrer Wahlheimat Altona vor. Aber obwohl sie als Kind selbst erfahren hatte, wie ihre sechs Brüder (der Althistoriker Benedikt Niese war einer davon) allesamt eine höhere Schulbildung erhielten und wissenschaftliche Laufbahnen einschlugen, während der Vater ihr und ihrer Schwester dies – dem Geist der Zeit entsprechend – verwehrte, beschrieb Niese letztlich doch nur die gesellschaftlichen Grenzen der Frauen. Sich aktiv für deren Überwindung einzusetzen, wie es zur selben Zeit die auch nur wenige Fußminuten entfernt lebende sozialdemokratische Frauenrechtlerin Alma Wartenberg getan hat, hätte ihrem bürgerlich-konservativen Welt- und Rollenbild nicht entsprochen. Ihre „politischste“ öffentliche Stellungnahme war die Unterzeichnung eines Protestschreibens gegen die Einrichtung einer Straßenbahnlinie durch ihre Wohnstraße (1904).

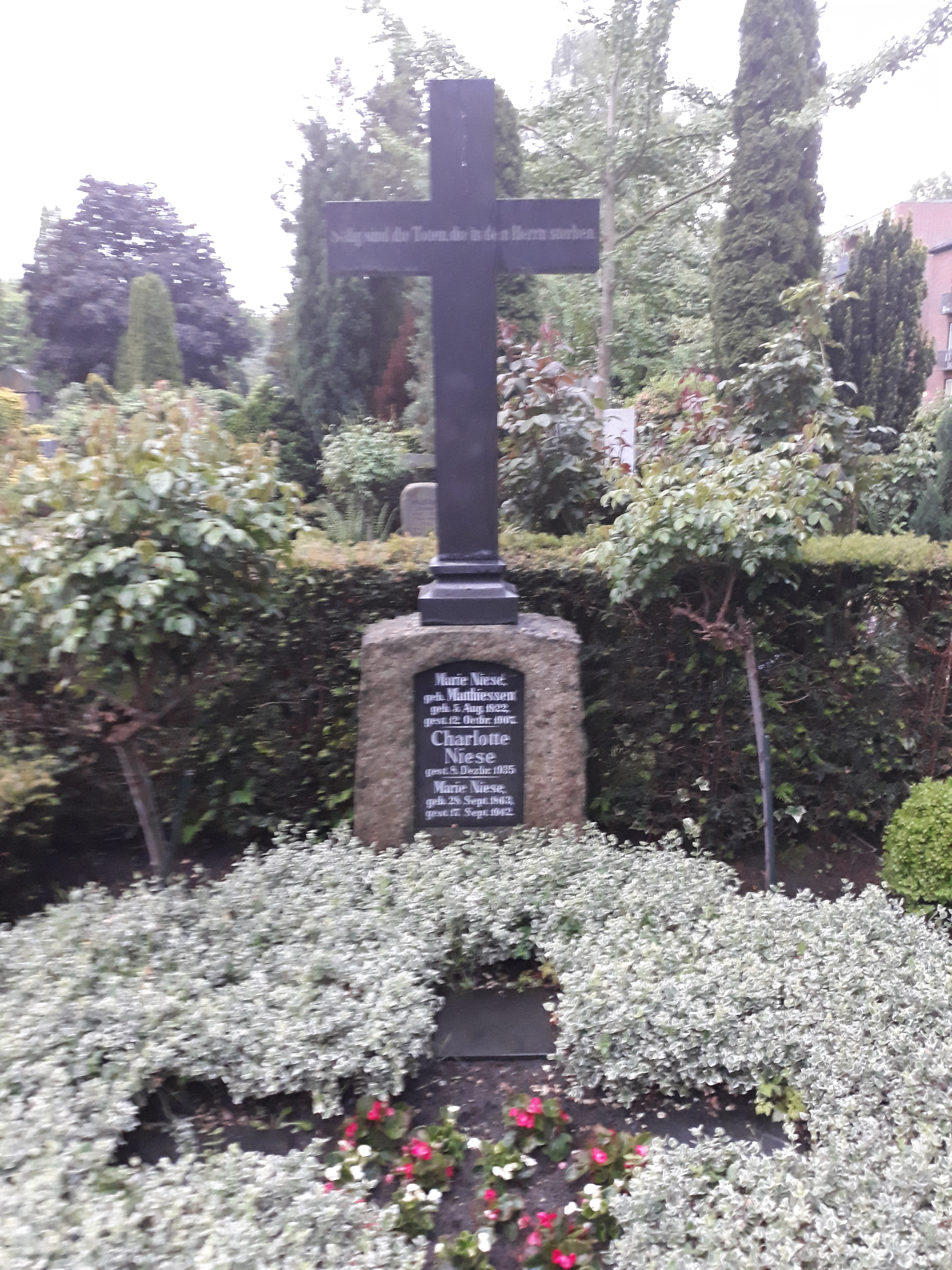
Grab von Charlotte Niese auf dem Friedhof Bernadottestraße in Hamburg

Charlotte Niese starb 1935 in ihrem langjährigen Poetenheim am Philosophenweg und wurde auf dem benachbarten Friedhof in Altona-Ottensen, Friedhof Bernadottestraße, beigesetzt.

## Auszeichnungen und Ehrungen
- 1921: Friedrich-Hebbel-Preis
- 1929: Benennung der Charlotte-Niese-Straße, die in den Hamburger Stadtteilen Nienstedten und Osdorf verläuft.[3]
- 1955: Benennung des Charlotte-Niese-Wegs in Flensburg[4]

## Werk
Bevorzugte Themen ihres Œuvres waren detailreiche, stark romantisierte und häufig als historische Reisebeschreibung gestaltete Ereignisse, so beispielsweise das Schicksal adliger Emigrantinnen an der Person der Comtesse de Genlis in Altona nach der Französischen Revolution oder die Begegnung der schwedischen Gräfin Sibylle Cederstroem mit ihrem Landsmann, dem Grafen Stenbock, als dieser im 2. Nordischen Krieg 1713 Altona niederbrennen lässt. Daneben beschäftigte sie sich aber auch immer wieder mit niederdeutschen Sagengestalten (Klabautermann) und dem maritimen Milieu ihres Wohnumfeldes (etwa über den Fischerjungen Fiete aus Oevelgönne).
Ein Schwerpunkt waren ihre zahlreichen Jugend- und Mädchenromane, die im ersten Viertel des 20. Jahrhunderts zunehmend Eingang in Schulbücher fanden.
Zahlreiche ihrer Werke kennzeichnete sie mit dem Untertitel „für das Volk“, worunter sie moralisch und religiös erbauende Literatur verstand. Diese Unterhaltungslektüre war nach Ansicht M. Dierks „nicht sehr anspruchsvoll“. Ein großer Erfolg war „Das Lagerkind“, welches im Dreißigjährigen Krieg spielt und das Schicksal eines jungen adeligen Findelkinds erzählt, welches im Tross eines Söldnerheeres aufwächst, bis es seine Familie wiederfindet. Angelehnt war diese Erzählung an Grimmelshausens Simplicissimus.
Der Stadtarchivar Paul Theodor Hoffmann beschreibt ihre Erzähltechnik als „den langen Atem, mit dem sie weniger schildert, als daß sie die Personen die Umwelt anschaulich erleben läßt“ und ihren Stil als „getragen von gelassener Nachsicht, leiser Ironie und freundlicher Herzensgüte“.
Insgesamt verfasste Charlotte Niese 60 Romane und Erzählbände, von denen nachfolgend eine Auswahl genannt wird:
- Cajus Rungholt. Roman aus dem 17. Jahrhundert. (unter Pseudonym „Lucian Bürger“, 1886). (Neuauflage 2018, ISBN 978-3-7437-2904-9)
- Philipp Reiff's Schicksale. Erzählung aus dem 16. Jahrhundert. (unter Pseudonym, 1886)
- Auf halb verwischten Spuren. Eine Familiengeschichte. (unter Pseudonym, 1888)
- Erzählungen für das Volk (unter Klarnamen, 1890)
- Bilder und Skizzen aus Amerika (unter Pseudonym, 1891). (Digitalisat)
- Aus dänischer Zeit. Bilder und Skizzen (unter Klarnamen, Erinnerungen an ihre Kindheit in Burg, 2 Bände, 1892/1894). (Digitalisat der 2. Aufl.)
- Nesthäkchen Gretel – Eine von den Jüngsten. Erzählung für junge Mädchen (1893)
- Die Allerjüngste. Erzählung für junge Mädchen (1895). (Digitalisat der 2. neubearbeiteten Aufl.)
- Licht und Schatten. Eine Hamburger Geschichte (1895). (Digitalisat)
- Erika. Aus dem Leben einer einzigen Tochter (1896)
- Geschichten aus Holstein (1896). (Digitalisat)
- Die braune Marenz und andere Geschichten (1896)
- Das Dreigespann. Erzählung für junge Mädchen (1898)
- Auf der Heide (Roman, 1898)
- Der Erbe (Erzählung, 1899)
- Vergangenheit – Erzählung aus der Emigrantenzeit (1902). (Digitalisat)
- Die Klabunkerstraße. Roman (1904)
- Meister Ludwigsen. Herrn Meiers Hand (Zwei Erzählungen, 1904)
- Philipp Reiff's Schicksale und andere Geschichten. Erzählungen für das Volk (1904)
- Gottes Wege. Erzählungen für das Volk (1904)
- Georg (1905)
- Revenstorfs Tochter und andere Erzählungen (1905). (Digitalisat)
- Um die Weihnachtszeit (1905)
- Auf Sandberghof (Roman, 1906)
- Fünf ausgewählte Erzählungen (1907)
- Leute von Abseits. Kleine Geschichten (1907)
- Menschen Frühling (Erzählung, 1907)
- Der goldene Schmetterling. Lena Suhrs Tassenschrank (1907). (Digitalisat)
- Aus dem Jugendland (Erzählung, 1908)
- Reifezeit (Erzählung, 1908)
- Stadt, in der ich wohne (1908)
- Minette von Söhlenthal (Roman, 1909)
- Was Michael Schneidewind als Junge erlebte (1909)
- Römische Pilger (Roman, 1910)
- Mein Freund Kaspar und andere Erzählungen (1911). (Neuauflage 2019, ISBN 978-3-7437-2950-6)
- Allerhand Sommergäste und andere Erzählungen (1911)
- Aus schweren Tagen. Aus Hamburgs Franzosenzeit (1911)
- Die Alten und die Jungen (Roman, 1912)
- Gäste und Fremdlinge und andere Erzählungen (1912)
- Allzumal Sünder (Roman, 1912)
- Unter dem Joch des Korsen. Volksstück in fünf Aufzügen (1913)
- Das Tagebuch der Ottony von Kelchberg (Roman, 1913)
- Der faule Tito. Eine Geschichte aus Amerika (1913)
- Der verrückte Flinsheim und zwei andere Novellen (1914). (Neuauflage 2018, ISBN 978-3-7437-2804-2)
- Die Hexe von Mayen (Roman, 1914, Digitalisat)
- Das Lagerkind. Geschichte aus dem deutschen Krieg (1914). (Digitalisat)
- Barbarentöchter (Geschichte aus der Zeit des Weltkrieges für die weibliche Jugend, 1915)
- Von denen, die daheim geblieben (Erzählung, 1915)
- Als der Mond in Dorotheens Zimmer schien (Erzählung, 1918). (Digitalisat)
- Damals! Roman (1919)
- Ein zerschlagenes Herz und andere Geschichten. Erzählungen für das Volk (1919)
- Vom Kavalier und seiner Nichte. Geschichte eines Frauenlebens (1919)
- Allerlei Schicksale. Aus der Emigrantenzeit (1919)
- Tante Ida und die anderen (Roman, 1919)
- Mitarbeit an: Die falschen Weihnachtsbäume. 2 Weihnachtsgeschichten (1920)
- Tilo Brand und seine Zeit (Roman, 1922)
- Am Gartenweg, Eine Geschichte von klugen und törichten Menschen (1922)
- Alte und junge Liebe. Aus den Tagen des verrückten Rex (Roman, 1922). (Digitalisat)
- Um die Weihnachtszeit und andere Erzählungen (1923)
- Von Gestern und Vorgestern – Lebenserinnerungen (1924)
- Der feine Hansjakob Karrel und sein Freund. Der Teepott. (1924)
- Er und sie und andere Novellen (1925)
- Friede auf Erden. Allerlei Gedanken über Geschenke und übers Schenken (1925)
- Erst du – dann ich (Erzählung, 1926)
- Die Reise der Gräfin Sibylle (Roman, 1926)
- Der Orgelpeter. Eine Weihnachtsgeschichte. Der Christbaum. (1926)
- Weihnachtswunder. Eine Weihnachtsgeschichte (1926)
- Schloß Emkendorf. Schleswig-holsteinischer Roman aus dem 18. und 19. Jahrhundert (1928)
- Johnys Regenschirm. Mein Klaus. (1931)
- Die Seeräuberburg. Es war gut so. (Erzählungen, 1933)
- Um Haus Wildegg (1935)
- Alles um deinetwillen (1939)
- Endlich heimgefunden (1939)
- Geheimnis um Helga (1939)
- Reisezeit
- Was Mahlmann erzählte

Weiterhin erschienen mehrere Veröffentlichungen in der illustrierten Familienzeitschrift Die Gartenlaube. Ein Teil ihrer Romane und Erzählungen wurde auch übersetzt, unter anderem ins Flämische.